# Wetterläuten

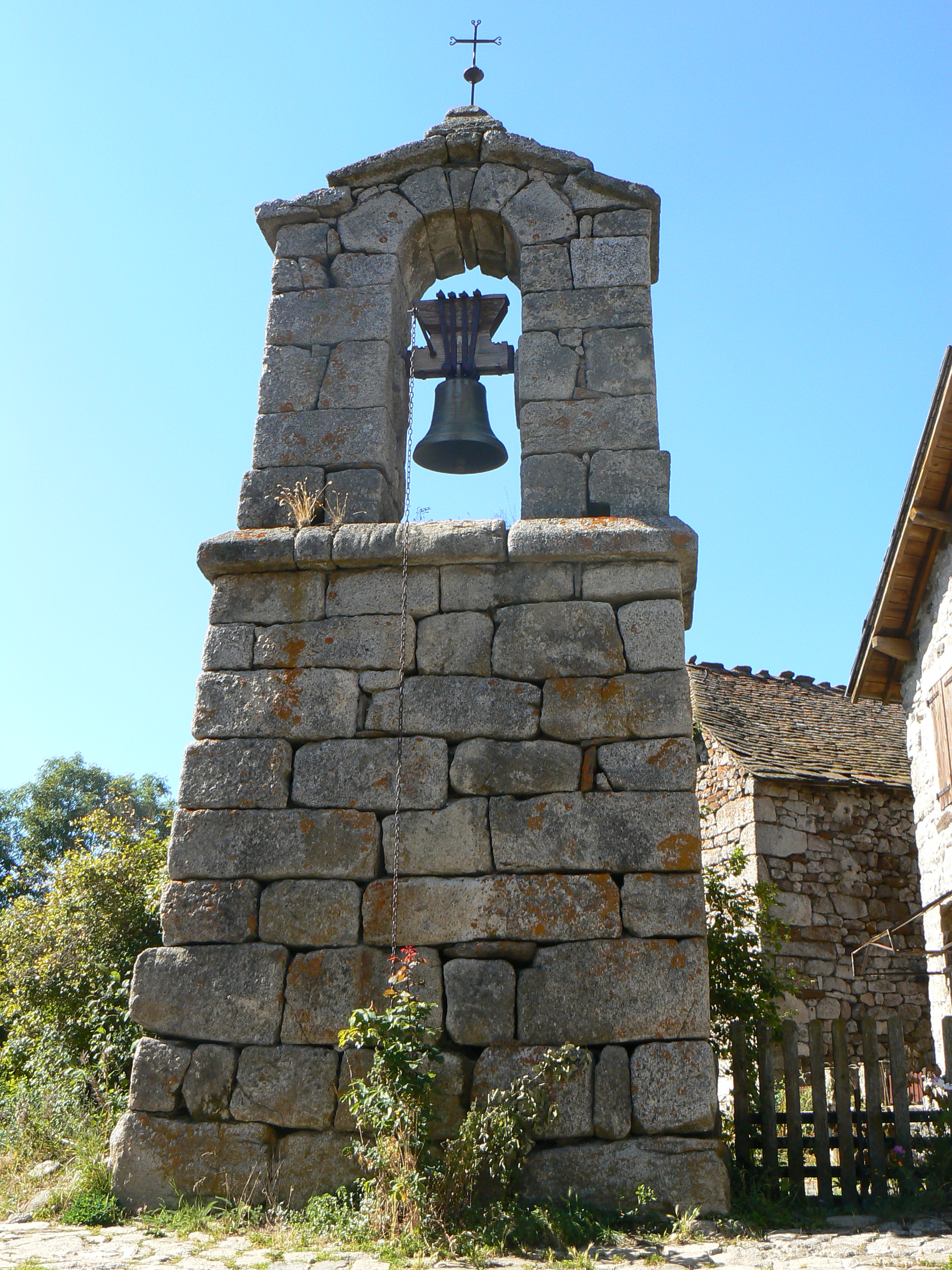
Clocher de tourmente

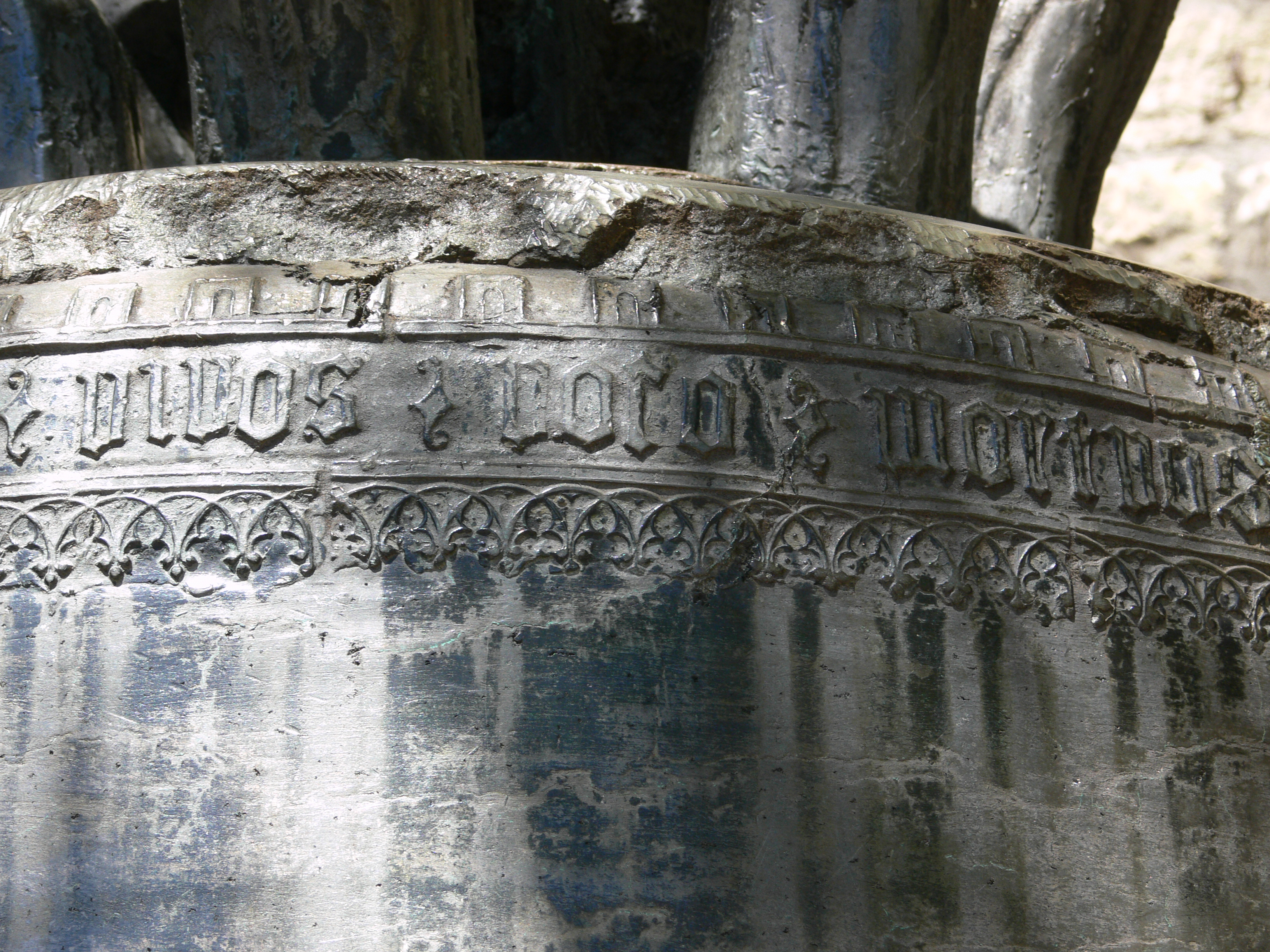
„Vivos voco...“. Inschrift der „Schillerglocke“ in Schaffhausen

Wetterläuten ist eine hauptsächlich im Alpenraum praktizierte apotropäische Handlung, die dazu dient, Unwetter abzuhalten oder wegzutreiben, während dagegen Sturmläuten als Alarmsignal dient.

## Funktion
Der diesbezügliche Aberglaube ergab sich aus der Ansicht, dass geweihte Glocken Unwetter durch Läuten vertreiben und Blitzeinschlag verhindern konnten. Sobald ein Gewitter sich näherte, musste der Küster die Kirchturmglocken läuten. Die Theorie war, dass – so weit der Schall der Glocke reichte – ein Blitz nicht einschlagen und das Gewitter abziehen werde.
Kam es dennoch zu einem Unwetter, musste der Geistliche mit der Monstranz vor die Kirche treten und in alle vier Himmelsrichtungen den „Wettersegen“ erteilen. Kam es gleichwohl zu Ernteschäden, so konnte sich dies negativ auf die Einkünfte („Neujahrsgeschenk“) des Messners auswirken oder ein Gegenzauber wurde vermutet und nach Zauberern oder Hexen gesucht, die den Schaden zu verantworten hatten.
In Teilen Süddeutschlands, Österreichs (Alpenraum) und Südtirols sowie der Schweiz hat sich die Tradition des Wetterläutens bis heute erhalten und dient auch als akustisches Warnsignal der Bevölkerung vor der drohenden Gefahr. Hierbei werden entweder sämtliche Glocken oder lediglich die größte Glocke einer Pfarrkirche vom Herbeiziehen bis zum Abzug des Unwetters mitunter bis zu 30 Minuten lang geläutet.

## Geschichte
Das Wetterläuten gab es bereits im Frühmittelalter. Ab der frühen Neuzeit wurde es seitens der Obrigkeit als magische, nicht-rationale Praxis bekämpft und verboten. Allerdings war der Druck seitens der Bevölkerung, dieses magische Mittel einzusetzen, noch lange sehr groß und es gab Fälle, in denen Küster oder Pfarrer gezwungen wurden, Wetterläuten vorzunehmen.
Ab Beginn des 15. Jahrhunderts treten Glockeninschriften auf, die böse Geister und Dämonen vertreiben sollten.

### Deutschsprachiger Raum
Das Münster im Kloster Allerheiligen der damals noch freien Reichsstadt Schaffhausen erhielt im Jahre 1486 die Schillerglocke mit der lateinischen Inschrift:

„Vivos voco. Mortuos plango. Fulgura frango –
Die Lebenden rufe ich. Die Toten beklage ich. Die Blitze breche ich.“

 Auch auf vielen anderen Glocken erschienen lateinische Inschriften zur Abwehr von Unwettern. Eine der eher seltenen deutschsprachigen Inschriften findet sich auf der 1670 gegossenen Glocke der Kirche St. Leodegar in Friedingen. Eine der letzten Glocken mit einer entsprechenden Inschrift dürfte die 1825 für den Ort Höchenschwand gegossene Glocke sein. Sie trägt zwischen den Stegen die schon oben erwähnte Inschrift: VIVOS VOCO MORTUOS PLANGO FULGURA FRANGO.

### Frankreich
In den Dörfern der vor allem im Winter unwetterumtosten Höhen der Cevennen wurden – wahrscheinlich erst im 19. Jahrhundert – freistehende kleine Glockentürme (clochers de tourmente) errichtet, die wohl ebenfalls eine apotropäische Bedeutung hatten, aber auch heimkehrenden Feldarbeitern, Hirten und Wanderern den Weg weisen sollten. (→ Saint-Julien-du-Tournel)